# Comté de Robertson (Kentucky)
Pour les articles homonymes, voir Comté de Robertson.
Le comté de Robertson est un comté de l'État du Kentucky, aux États-Unis. Son siège est Mount Olivet.

## Histoire
Fondé en 1867, le comté a été nommé d'après George Robertson.